# Pós-pornografia
Pós-pornografia ou pós-pornô é um gênero de filme produzido por e para pessoas que acreditam e lutam pela igualdade de gênero. O objetivo original era encorajar as mulheres a buscar sua emancipação e liberdade explorando o prazer, sexualidade e igualdade ao mesmo tempo. A pós-pornografia, englobando também pornografia feminista, é hoje em dia um termo que define pornografia consensual, sem exploração feita por e para pessoas de todos os gêneros, abordando temas de justiça social, igualdade de gênero e outras interseccionalidades, ao mesmo tempo em que empodera tanto artistas que a produzem como as pessoas que a consomem.